# Kvadratno tlakovanje
Kvadratno tlakovanje je pravilno tlakovanje evklidske ravnine. Ima Schläflijev simbol {4,4}, kar pomeni, da ima 4 kvadrate na vsakem oglišču.
Conway je to vrsto tlakovanja imenoval kvadrilno tlakovanje.

## Uniformno barvanje
Obstaja devet različnih uniformnih barvanj kvadratnega tlakovanja.
Imenujemo jih po številu barv na vsakem kvadratu okoli oglišča 1111, 1112(i), 1112(ii), 1122, 1123(i), 1123(ii), 1212, 1213, 1234. (i pomeni enostavno zrcalno simetrijo in ii pomeni drsno zrcalno simetrijo.
| 1111               | 1112(i)            | 1212               | 1213               |                    |
| ------------------ | ------------------ | ------------------ | ------------------ | ------------------ |
|                    |                    |                    |                    |                    |
|                    |                    |                    |                    |                    |
| p4m [4,4] (*442)   |                    |                    |                    |                    |
|                    |                    |                    |                    |                    |
| 1112(ii)           | 1123(ii)           | 1122               | 1123(i)            | 1234               |
|                    |                    |                    |                    |                    |
|                    |                    |                    |                    |                    |
| c2 [∞,2+,∞] (2*22) | c2 [∞,2+,∞] (2*22) | p2 [∞,2,∞] (*2222) | p2 [∞,2,∞] (*2222) | p2 [∞,2,∞] (*2222) |

## Sorodni poliedri in tlakovanja
Ta vrsta tlakovanja je topološko sorodna delu zaporedja pravilnih poliedrov in tlakovanj, ki se razširjajo tudi v hiperbolično ravnino: {4,p}, p = 3, 4, 5, ….
| {4,3} | {4,4} | {4,5} | {4,6} | {4,7} | {4,8} | ... |

## Wythoffova konstrukcija iz kvadratnega tlakovanja
Podobno kot  uniformnih poliedrov je tudi osem uniformnih tlakovanj, ki jih dobimo iz pravilnega kvadratnega tlakovanja. Če narišemo  ploščice kot rdeče na prvotnih stranskih ploskvah in rumeno na prvotnih ogliščih ter modro vzdolž prvotnih robov, je vseh osem oblik različnih. Kadar pa obravnavamo stranske ploskve enako, dobimo tri topološko različne oblike: kvadratno tlakovanje, prisekano kvadratno tlakovanje in prirezano kvadratno tlakovanje.
| Wythoff            | 4 \| 4 2 | 2 4 \| 4  | 2 \| 4 4  | 2 4 \| 4  | 4 \| 4 2 | 4 4 \| 2   | 4 4 2 \|    | \| 4 4 2    |                           |           |
| Schläfli           | t0{4,4}  | t0,1{4,4} | t1{4,4}   | t1,2{4,4} | t2{4,4}  | t0,2{4,4}  | t0,1,2{4,4} | s{4,4}      | h0{4,4}=h1{4,4}=h0,2{4,4} | h0,1{4,4} |
| Coxeter            |          |           |           |           |          |            |             |             | =                         |           |
| ------------------ | -------- | --------- | --------- | --------- | -------- | ---------- | ----------- | ----------- | ------------------------- | --------- |
| Slika slika oglišč | 4.4.4.4  | 4.8.8     | 4.4a.4.4a | 4.8.8     | {4,4}    | 4.4a.4b.4a | 4.8.8       | 3.3.4a.3.4b | 4                         | 3.3.4.3.4 |

## Pakiranje krožnic
Kvadratno tlakovanje se lahko uporabi za pakiranje krožnic s tem, da postavimo središča krožnic z enakimi polmeri v točke središč vsake krožnice. Vsaka krožnica se dotika štirih drugih krožnic v pakiranju (glej dotikalno število). Gostota pakiranja je π/4=78,54% pokritja. Obstajajo štiri uniformna obarvanja pakiranj krožnic.
|  |  |  |  |